# وو تونگتونگ
وو تونگتونگ (انگلیسی: Wu Tongtong؛ زادهٔ ۲۷ ژوئن ۱۹۹۴) بازیکن بسکتبال زن اهل چین است.
وی در مسابقات کشوری و بین‌المللی در مجموع برندهٔ ۲ مدال نقره شده‌است.